# Marian Garlicki

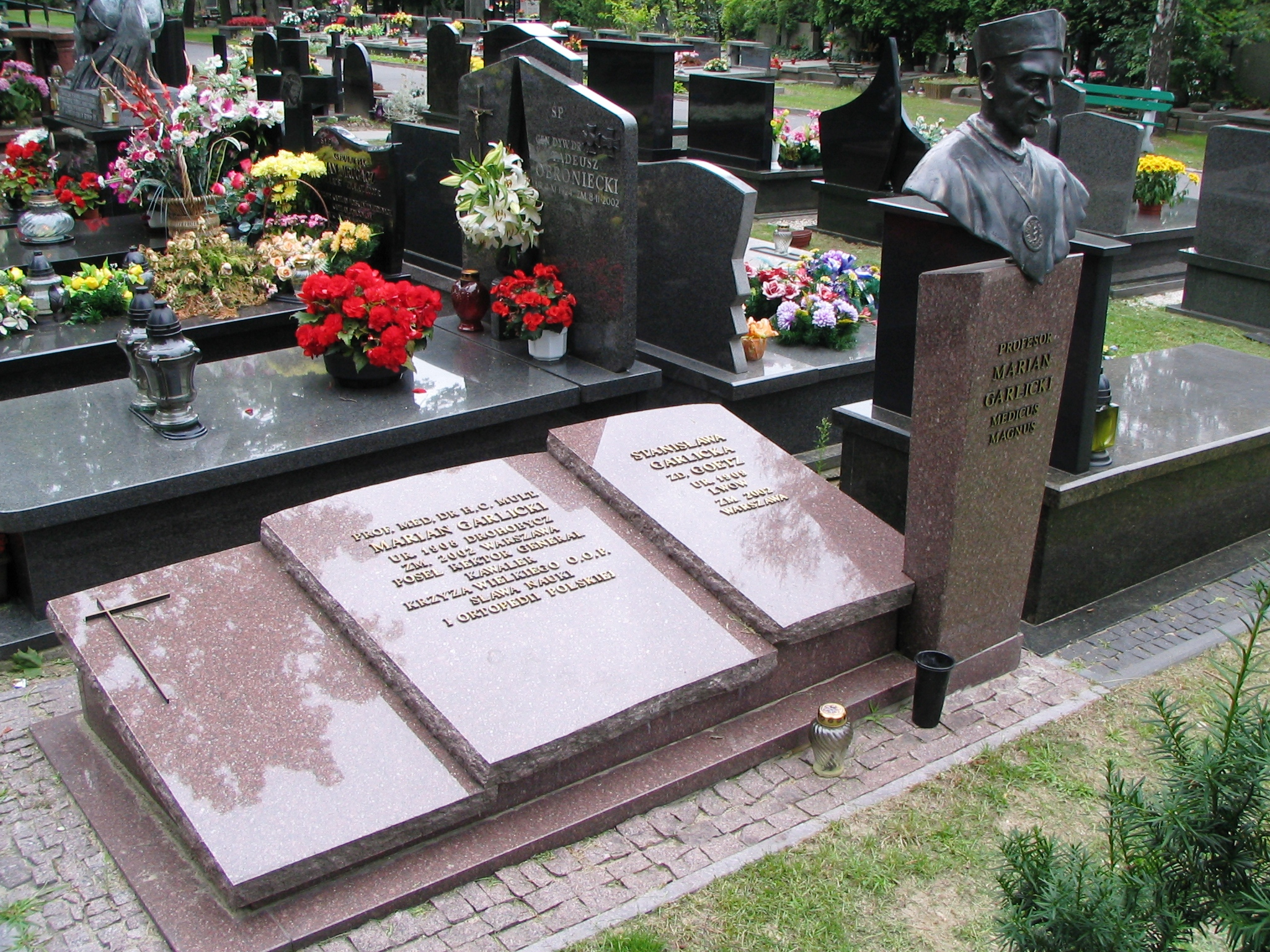
Grób Mariana Garlickiego i jego żony Stanisławy na cmentarzu Wojskowym na Powązkach w Warszawie

Marian Garlicki (ur. 8 grudnia 1908 w Drohobyczu, zm. 23 maja 2002 w Warszawie) – generał brygady Wojska Polskiego, uczestnik II wojny światowej, profesor doktor habilitowany nauk medycznych, chirurg, ortopeda i traumatolog, rektor Śląskiej Akademii Medycznej (1954–1957), naczelny chirurg Wojska Polskiego, komendant-rektor Wojskowej Akademii Medycznej (1958–1965), poseł na Sejm PRL II kadencji.

## Życiorys

### Dzieciństwo i młodość
Marian Mieczysław Garlicki urodził się 8 grudnia 1908 w Drohobyczu na terenie zaboru austriackiego. Był synem Stanisława Hieronima (1874-1951), inspektora szkolnego we Lwowie i Zofii z Michnowiczów (1884-1957), nauczycielki. W latach 1918–1926 uczył się w Zakładzie Naukowo-Wychowawczym Ojców Jezuitów w Chyrowie. Po uzyskaniu świadectwa dojrzałości w 1927 rozpoczął studia na Wydziale Lekarskim Uniwersytetu Jana Kazimierza we Lwowie, które ukończył w 1933, a po odbyciu służby w Szkole Podchorążych Sanitarnych w Warszawie w otrzymał w 1935 dyplom lekarza medycyny. Zaliczył także praktykę w Szpitalu Powszechnym w Drohobyczu. W 1936 został promowany na stopień podporucznika rezerwy służby zdrowia.
W 1927 przyjęty do Korporacji Akademickiej Aragonia we Lwowie, w roku akademickim 1928/29 pełnił funkcję wiceprezesa. Po ukończeniu studiów pracował w Szpitalu Ubezpieczeń Społecznych we Lwowie, a od lutego 1939 jako asystent na Oddziale Chirurgii Dziecięcej Miejskiego Szpitala im. św. Zofii.

### II wojna światowa
Z dniem 1 września 1939 został zmobilizowany w stopniu porucznika lekarza i wyznaczony ordynatorem Oddziału Chirurgicznego Szpitala Wojennego nr 604 we Lwowie. Po zajęciu Lwowa przez Rosjan, od 23 września 1939 był asystentem w Klinice Chirurgii Ogólnej Lwowskiego Państwowego Instytutu Medycznego oraz na Oddziale Ortopedii i Chirurgii Dziecięcej Szpitala Powszechnego im. św. Zofii. W 1944 objął stanowisko starszego asystenta Kliniki Chirurgii Ogólnej Lwowskiego Państwowego Instytutu Medycznego. Podczas II wojny światowej służył również w konspiracji w szeregach w Armii Krajowej, gdzie sprawował funkcję zastępcy szefa Służby Zdrowia Okręgu Lwów AK (1941-1944). 16 listopada 1944 powołano go do ludowego Wojska Polskiego w stopniu porucznika z przydziałem na naczelnego chirurga Oddziału Chirurgicznego 66 Szpitala Ewakuacyjnego, początkowo w Lublinie, a następnie w Poznaniu. W tym okresie pracował jednocześnie na Uniwersytecie Marii Curie-Skłodowskiej w Lublinie.

### Lata powojenne
W latach 1945–1946 był kolejno naczelnym chirurgiem Szpitala Wojskowego w Poznaniu i ordynatorem (kierownikiem) Oddziału Chirurgicznego Szpitala Ministerstwa Obrony Narodowej w Warszawie, po czym przeszedł do rezerwy w stopniu majora. W 1946 został starszym asystentem w Centralnym Instytucie Chirurgii Urazowej w Szpitalu Dzieciątka Jezus w Warszawie, natomiast w 1948 objął stanowisko adiunkta III Kliniki Chirurgiczno-Ortopedycznej Wydziału Lekarskiego Uniwersytetu Warszawskiego. W marcu 1947 uzyskał stopień naukowy doktora na Wydziale Lekarskim Uniwersytetu Wrocławskiego (promotorem jego pracy doktorskiej był prof. Wiktor Bross), a w grudniu 1951 doktora habilitowanego na Wydziale Lekarskim Akademii Medycznej w Warszawie. Od 1948 był członkiem Międzynarodowego Towarzystwa Ortopedycznego i Traumatologicznego z siedzibą w Brukseli, jako delegat Ministerstwa Zdrowia brał udział w zjazdach tego towarzystwa w Londynie (1948), we Włoszech (1953), w Bernie (1954) i w Rzymie (1955).
W 1952 wyznaczono go kierownikiem Katedry i Kliniki Chirurgii Ortopedycznej Śląskiej Akademii Medycznej w Zabrzu i katowickim konsultantem wojewódzkim w zakresie ortopedii i traumatologii narządów ruchu. Od 1952 był profesorem kontraktowym, a od października 1954 do sierpnia 1957 pełnił funkcję rektora Śląskiej Akademii Medycznej. Również w 1954 otrzymał decyzją Centralnej Komisji Kwalifikacyjnej dla Pracowników Nauki tytuł profesora nadzwyczajnego Śląskiej Akademii Medycznej. 20 stycznia 1957 jako bezpartyjny został wybrany na posła na Sejm PRL z okręgu wyborczego 90 w Zabrzu, w którym był zastępcą przewodniczącego Komisji Zdrowia i Kultury Fizycznej (do 1961).
W lipcu 1957 powołano go z rezerwy do czynnej służby wojskowej w stopniu pułkownika i wyznaczono naczelnym chirurgiem Wojska Polskiego w Departamencie Służby Zdrowia MON oraz kierownikiem naukowym Kliniki Ortopedyczno-Urazowej Oddziału Chirurgicznego Szpitala Ministerstwa Obrony Narodowej (od 1958). Na mocy uchwały Rady Państwa z 7 października 1958 awansował na generała brygady. W okresie od października 1958 do lutego 1965 był pierwszym komendantem-rektorem Wojskowej Akademii Medycznej w Łodzi, będąc równocześnie naczelnym chirurgiem WP i kierownikiem Kliniki Ortopedii i Chirurgii Urazowej 2 Centralnego Szpitala Klinicznego Wojskowej Akademii Medycznej w Warszawie. Od 1960 do 1984 pełnił funkcję krajowego konsultanta do spraw ortopedii i traumatologii. 18 lipca 1963 otrzymał na mocy uchwały Rady Państwa PRL tytuł naukowy profesora zwyczajnego nauk medycznych. W lutym 1965 na własną prośbę został zwolniony z funkcji komendanta WAM z pozostawieniem na stanowisku szefa Katedry Chirurgii Kostno-Urazowej i Ortopedii z kliniką. W styczniu 1966, w związku z przejściem do pracy w cywilnej służbie zdrowia został zwolniony z zawodowej służby zdrowia i przeniesiony do rezerwy z dniem 25 marca 1966.
W latach 1966–1979 był kierownikiem Katedry i Kliniki Ortopedycznej Akademii Medycznej w Warszawie, równocześnie kierując Kliniką Ortopedyczną 2 Centralnego Szpitala MON. Działał w wielu instytucjach naukowych, zarówno w kraju, jak i zagranicą. Był członkiem komitetów redakcyjnych wielu czasopism medycznych. Był m.in. przewodniczący Krajowego Zespołu ds. Ortopedii i Traumatologii Narządu Ruchu (1966-1986), członkiem Rady Naukowej przy Ministrze Zdrowia i Opieki Społecznej (1974-1978), przewodniczącym Zrzeszenia Polskich Towarzystw Lekarskich (1970-1974), przewodniczącym Zespołu VI w Instytucie Leków w Warszawie (1966-1981), członkiem Rady Głównej Centrum Kształcenia Podyplomowego WAM w Warszawie (od 1978), członkiem Rady Głównej Wydawnictwa Lekarskiego PZWL w Warszawie (1972-1974) oraz prezesem Polskiego Towarzystwa Ortopedycznego i Traumatologicznego (przez cztery kadencje w latach 1961-1972). W latach 1974–1985 był członkiem Rady Naczelnej ZBoWiD. W 1983 został członkiem Rady Krajowej PRON.
W 1973 otrzymał (jako pierwszy w historii uczelni) tytuł doktora honoris causa Wojskowej Akademii Medycznej w Łodzi, a w 1996 Śląskiej Akademii Medycznej. Opracował własną metodę leczenia niestabilności stawu rzepkowo-udowego: operację Hausera-Garlickiego. Był autorem około 85 prac naukowych i publikacji z zakresu chirurgii urazowej, ortopedii i traumatologii narządów ruchu, promotorem blisko 30 przewodów doktorskich i opiekunem kilku habilitacji. Był członkiem honorowym i zwyczajnym radzieckich, czeskich i bułgarskich towarzystw lekarskich. W marcu 1997 w sali Leopoldyńskiej Uniwersytetu Wrocławskiego odbyła się uroczystość odnowienia dyplomu doktorskiego prof. Garlickiego po 50. latach. 
Został pochowany na cmentarzu Wojskowym na Powązkach w Warszawie (kwatera EII-3-8).

## Życie prywatne
Mieszkał w Warszawie. Interesował się historią sztuki i malarstwem. W 1935 zawarł związek małżeński ze Stanisławą z domu Goetz (1909-2002), mieli dwóch synów, Janusza (który także został ortopedą) i Marka.

## Odznaczenia
- Krzyż Wielki Orderu Odrodzenia Polski (10 lipca 1998 postanowieniem prezydenta Aleksandra Kwaśniewskiego „w uznaniu wybitnych zasług dla medycyny polskiej, za osiągnięcia w długoletniej pracy naukowej i dydaktycznej oraz za działalność publiczną i społeczną”)[4]
- Krzyż Komandorski Orderu Odrodzenia Polski (1958)
- Krzyż Oficerski Orderu Odrodzenia Polski (1954)
- Krzyż Kawalerski Orderu Odrodzenia Polski (1946)
- Order Sztandaru Pracy I klasy
- Order Sztandaru Pracy II klasy (1963)
- Złoty Krzyż Zasługi
- Srebrny Krzyż Zasługi (194)
- Krzyż Partyzancki
- Medal za Odrę, Nysę, Bałtyk (1947)
- medal „Za udział w wojnie obronnej 1939”;
- Medal 10-lecia Polski Ludowej
- Medal 30-lecia Polski Ludowej
- Medal 40-lecia Polski Ludowej
- Medal Komisji Edukacji Narodowej
- Srebrny Medal „Za zasługi dla obronności kraju” (1968)
- Brązowy Medal „Za Zasługi dla Obronności Kraju”
- Odznaka tytułu honorowego „Zasłużony Lekarz Polskiej Rzeczypospolitej Ludowej” (1986)
- Odznaka tytułu honorowego „Zasłużony Nauczyciel Polskiej Rzeczypospolitej Ludowej” (1988)
- Odznaka „Za wzorową pracę w służbie zdrowia”
- Medal „Za zwycięstwo nad Niemcami w Wielkiej Wojnie Ojczyźnianej 1941–1945” (1947)
- Złoty Medal „Medicus Magnus” (nadany przez Polską Akademię Medycyny w 1993)
- Medal „Gloria Medicinae” (1990)[5]
- International Golden Star Merit for Medicine
- tytuł Honorowego Członka Stowarzyszenia Absolwentów WAM (1996)
- Honorowy Członek Polskiego Towarzystwa Ortopedycznego i Traumatologicznego (1998)
- i inne odznaczenia i wyróżnienia

## Wystawa
Od września 2009 Muzeum Historii Medycyny Uniwersytetu Medycznego (powstałego z połączenia Wojskowej Akademii Medycznej z cywilną Akademią Medyczną) w Łodzi prezentuje wystawę prezentującą pamiątki z życia Mariana Garlickiego.